# Cerylon ferrugineum
Cerylon ferrugineum är en skalbaggsart som beskrevs av Stephens 1830. Cerylon ferrugineum ingår i släktet Cerylon, och familjen gångbaggar. Arten är reproducerande i Sverige.

## Bildgalleri

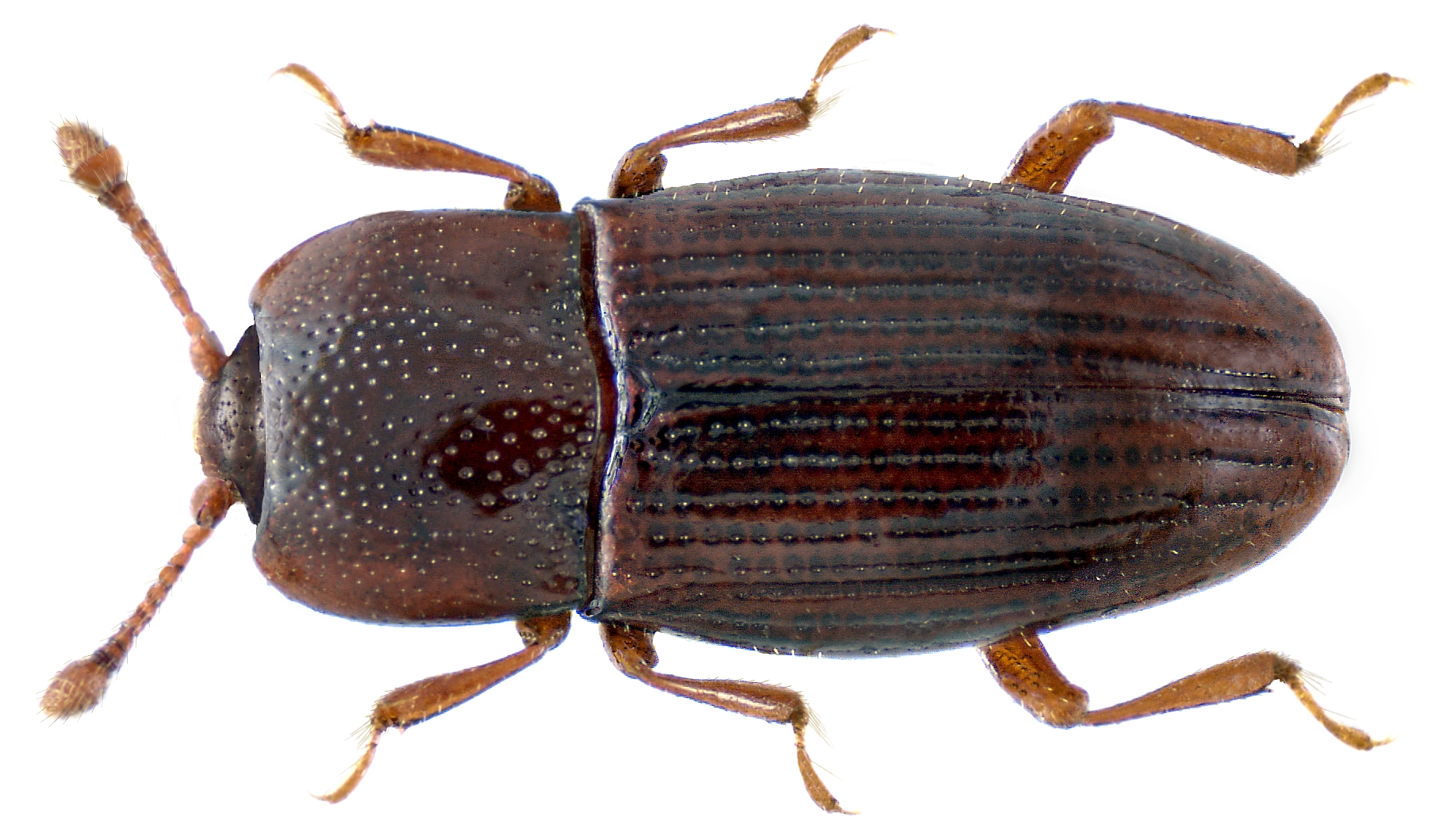